# Ronde van Spanje 1997
| Eindklassement      |                    |             |
| Algemeen klassement | Alex Zülle         | 91h 15' 55" |
| Tweede              | Fernando Escartín  | + 5' 07"    |
| Derde               | Laurent Dufaux     | + 6' 11"    |
| Vierde              | Enrico Zaina       | + 7' 24"    |
| Vijfde              | Roberto Heras      | + 8' 04"    |
| Zesde               | Daniel Clavero     | + 10' 02"   |
| Zevende             | Laurent Jalabert   | + 10' 03"   |
| Achtste             | Marcos Serrano     | + 10' 40"   |
| Negende             | Gianni Faresin     | + 13' 53"   |
| Tiende              | Yvon Ledanois      | + 15' 40"   |
| Puntenklassement    | Laurent Jalabert   | 206 punten  |
| Tweede              | Ján Svorada        | 161 punten  |
| Derde               | Marcel Wüst        | 131 punten  |
| Bergklassement      | José María Jiménez | 153 punten  |
| Tweede              | Alex Zülle         | 94 punten   |
| Derde               | Laurent Jalabert   | 89 punten   |

De 52e editie van de Ronde van Spanje werd verreden in 1997 en duurde van 6 tot en met 28 september.
De Zwitser Alex Zülle van Once werd de eindwinnaar van deze editie. Laurent Jalabert, eveneens van Once won het puntenklassement en José María Jiménez werd de winnaar van het bergklassement.
- Aantal ritten: 22
- Totale afstand: 3773,0 km
- Gemiddelde snelheid: 41,344 km/h

## Belgische en Nederlandse prestaties

### Belgische etappezeges
- Er waren geen Belgische etappezeges in deze Ronde van Spanje

### Nederlandse etappezeges
- Bart Voskamp won de 8e etappe in Cordóba, Léon van Bon de 18e etappe in Valladolid en Max van Heeswijk de 22e etappe in Madrid.

## Etappes
| Etappe | Datum        | Steden                                  | km              | Winnaar              | Leider algemeen klassement |
| 1      | 6 september  | Lissabon - Estoril                      | 155             | Lars Michaelsen      | Lars Michaelsen            |
| 2      | 7 september  | Évora - Vilamoura                       | 225             | Marcel Wüst          | Lars Michaelsen            |
| 3      | 8 september  | Loulé - Huelva                          | 173             | Marcel Wüst          | Lars Michaelsen            |
| 4      | 9 september  | Huelva (stad) - Jerez de la Frontera    | 192             | Eleuterio Anguita    | Fabrizio Guidi             |
| 5      | 10 september | Jerez de la Frontera - Málaga           | 230             | Marcel Wüst          | Lars Michaelsen            |
| 6      | 11 september | Málaga - Granada                        | 147             | Laurent Jalabert     | Laurent Jalabert           |
| 7      | 12 september | Guadix - Sierra Nevada                  | 219             | Yvon Ledanois        | Laurent Dufaux             |
| 8      | 13 september | Granada - Cordóba                       | 176             | Bart Voskamp         | Laurent Dufaux             |
| 9      | 14 september | Córdoba                                 | 35 ind. tijdrit | Melchor Mauri        | Alex Zülle                 |
| 10     | 15 september | Cordóba - Almendralejo                  | 224             | Mariano Piccoli      | Alex Zülle                 |
| 11     | 16 september | Almendralejo - Plasencia                | 194             | Ján Svorada          | Alex Zülle                 |
| 12     | 17 september | León – Alto del Morredero               | 147             | Roberto Heras        | Alex Zülle                 |
| 13     | 18 september | Ponferrada – Estación Valgrande-Pajares | 196             | Pavel Tonkov         | Alex Zülle                 |
| 14     | 19 september | Oviedo - Alto del Naranco               | 169             | Chente García Acosta | Alex Zülle                 |
| 15     | 20 september | Oviedo - Lagos de Covadonga             | 160             | Pavel Tonkov         | Alex Zülle                 |
| 16     | 21 september | Cangas de Onís - Santander              | 170             | Ján Svorada          | Alex Zülle                 |
| 17     | 22 september | Santander - Burgos                      | 183             | Ján Svorada          | Alex Zülle                 |
| 18     | 23 september | Burgos - Valladolid                     | 184             | Léon van Bon         | Alex Zülle                 |
| 19     | 24 september | Valladolid - Los Ángeles de San Rafael  | 193             | José María Jiménez   | Alex Zülle                 |
| 20     | 25 september | Los Ángeles de San Rafael - Avila       | 206             | Laurent Jalabert     | Alex Zülle                 |
| 21     | 26 september | Alcobendas                              | 43 ind. tijdrit | Alex Zülle           | Alex Zülle                 |
| 22     | 27 september | Madrid                                  | 154             | Max van Heeswijk     | Alex Zülle                 |

 winnaars · rode trui · 
 puntenklassement · 
 bergklassement · 
 combinatieklassement · 
 jongerenklassement · 
 ploegenklassement · 
 strijdlust

 Belgische leiderstruidragers · etappewinnaars

 Nederlandse leiderstruidragers · etappewinnaars
1935 · 1936 · 1937 · 1938 · 1939 · 1940 · 1941 · 1942 · 1943 · 1944 · 1945 · 1946 · 1947 · 1948 · 1949 · 1950 · 1951 · 1952 · 1953 · 1954 · 1955 · 1956 · 1957 · 1958 · 1959 · 1960 · 1961 · 1962 · 1963 · 1964 · 1965 · 1966 · 1967 · 1968 · 1969 · 1970 · 1971 · 1972 · 1973 · 1974 · 1975 · 1976 · 1977 · 1978 · 1979 · 1980 · 1981 · 1982 · 1983 · 1984 · 1985 · 1986 · 1987 · 1988 · 1989 · 1990 · 1991 · 1992 · 1993 · 1994 · 1995 · 1996 · 1997 · 1998 · 1999 · 2000 · 2001 · 2002 · 2003 · 2004 · 2005 · 2006 · 2007 · 2008 · 2009 · 2010 · 2011 · 2012 · 2013 · 2014 · 2015 · 2016 · 2017 · 2018 · 2019 · 2020 · 2021 · 2022 · 2023 · 2024 · 2025